# イエローマン
イエローマン（Yellowman, 本名：ウィンストン・フォスター (Winston Foster), 1956年1月15日 - ）はジャマイカ・ネグリル出身のレゲエディージェイ。ダンスホールレゲエ最初の国際的スターであり、キング・イエローマン (King Yellowman) の異名を持つ。芸名の由来はアルビノの黒人である彼の肌が黄色く見えるため。

## 来歴
イエローマンはジャマイカでは差別を受けることが多いアルビノであったため、幼少期に両親に捨てられてしまう。島内の孤児院を転々とした後、多くの音楽家を輩出していることで知られるキングストン市のアルファ・ボーイズ・スクールというカトリック系私立学校で教育を受けた。
U・ロイやボブ・マーリーに影響を受けたイエローマンはディージェイを志し、他の多くのディージェイと同じように、ジェミナイ、ブラックスコーピオ、エイシズ、キラマンジャロ、ブラックホークなどのサウンドシステムでトースティングの技を磨いた。1970年代後半にはテイスティ・タレント・コンテストというタレント・コンテストで優勝し注目を集め、1980年、「Even Tide Fire」でレコードデビューした。
イエローマンは「Soldier Take Over」で最初のヒットを飛ばすと、「Them a Mad Over Me」など、自分自身の性的な技量を誇張して表現するようなきわどい歌詞 (スラックネス、slackness) を斬新なフロウで歌い、ジャマイカでの人気を不動のものにした。1981年にはアメリカ合衆国のCBSレコードと契約し、ダンスホールレゲエアーティストとして初のメジャー進出を果たした。
1982年にはファーストアルバム『Mister Yellowman』を、続く1983年には代表作となったアルバム『Zungguzungguguzungguzeng』を発表する。
イエローマンはアメリカでヒップホップアーティストとも積極的に交流し、ヒップホップ音楽にも影響を与えた。例えば、アルトン・エリスの楽曲「Mad Mad Mad」をリメイクしたリディムに乗せた「Zungguzungguguzungguzeng」のフレーズは後にKRS・ワン、ノトーリアス・B.I.G.、2パック、ブラックスターらに再使用された。
1985年にはRun-D.M.C.と共作した「Roots, Rap, Reggae」を発表した。また同年には、新設されたグラミー賞Best Reggae Recordings部門にアルバム『King Yellowman』がノミネートされた。イージー・Eは1988年にイエローマンの「Nobody Move, Nobody Get Hurt」をサンプリングした同名異曲を発表し、ヒットさせた。
1986年には口腔癌が見つかり余命半年と宣告されたが、手術に成功し音楽活動を再開した。復帰後は治療の代償として彼のトレードマークであった艶のある声はややしわがれてしまい、作品のリリース量も減少してしまった。とはいえ、1987年に発表したファッツ・ドミノ「Blueberry Hill」のカバーはジャマイカ国内チャート1位を獲得した。
多くのヒット曲とダンスホールレゲエのパイオニアとしての国際的な名声を得たイエローマンは、その後もイギリス、フランス、スペイン、スウェーデン、イタリア、ドイツ、ペルー、ケニアなどでツアーを行っており、特にナイジェリアでは非常に人気がある。

## ディスコグラフィ

### アルバム
- Mister Yellowman               (1982) Greensleeves Records
- King Mellow Yellow Meets Yellowman (1982) Jam Rock (with King mellow yellow)
- Superstar Yellowman Has Arrived With Toyan (1982) Joe Gibbs (with Toyan and Johnny Ringo)
- Duppy Or Gunman (1982) Volcano
- Jack Sprat (1982) GG's
- Just Cool (1982) Jah Guidance
- Live At Reggae Sunsplash (1982) Sunsplash
- Them A Mad Over Me (1982) J&L
- Bad Boy Skanking (1982) Greensleeves (with Fathead)
- For Your Eyes Only (1982) Arrival (with Fathead)
- Live At Aces (1982) VP (with Fathead)
- One Yellowman (1982) Hitbound (with Fathead)
- Supermix (1982) Volcano (with Fathead)
- The Yellow, The Purple & The Nancy (1982) Greensleeves (with Purpleman and Sister Nancy)
- Zungguzungguguzungguzeng       (1983) Greensleeves/Blue Moon/Arrival
- Live At Kilamanjaro (1983) Hawkeye
- Live In London (1983) Thunder Bolt
- Live At Ranny Williams Entertainment Center (1983) Roots Rockers (with Lord Sassafrass & Peter Metro)
- Nobody Move, Nobody Get Hurt   (1984) Greensleeves
- King Yellowman                 (1984) Columbia
- One In a Million (1984) Joe Gibbs
- Operation Radication (1984) Top 1000
- Showdown Vol 5 (1984) Hitbound (with Fathead and Purpleman)
- Two Giants Clash (1984) Greensleeves (with Josey Wales)
- Galong Galong Galong           (1985) Greensleeves/Blue Moon
- Walking Jewellery Store (1985) Power House
- Girls Them Pet (1986) Taxi
- Going To The Chapel (1986) Shanachie/Greensleeves
- Yellow Like Cheese             (1987)
- Blueberry Hill (1987) JA
- Yellowman Rides Again          (1988)
- Yellowman Sings The Blues (1988) Rohit
- Yellow Man Meets Charlie Chaplin (1989) Power House (with Charlie Chaplin)
- A Feast of Yellow Dub          (1990)
- Party                          (1991)
- Mi Hot (1991) Pow Wow
- Reggae on the Move             (1992)
- Live in England (1992) Sonic Sounds
- Prayer                         (1994) RAS
- Message to the World           (1995)
- Divorced! (For Your Eyes Only)  (1983) Burning Sounds (with Fathead)
- Freedom of Speech              (1997) Black Scorpio
- Yellowman Rides Again (1997) RAS
- Ram Dance Master (1997) Nyam Up
- A Very, Very, Yellow Christmas (1998)
- Stone Wall Rambo (1998) Jamaican Vibes (Sly & Robbie and Yellowman)
- One in a Million (1999) Shanachie
- Chronic (1999) X-Ploit (with Fathead)
- Yellow Like Cheese (1999) RAS
- In Bed With Yellowman (2000) Greensleeves
- Good Sex Guide (2000) Greensleeves
- New York                       (2003) RAS
- Round 1                        (2005) Nuff (Yellowman vs. Ninjaman)

### コンピレーション
- 20 Super Hits (1991) Sonic Sounds
- The Best of Yellowman (1996) Melodie
- RAS Portraits – Yellowman      (1997) RAS
- Reggae Anthology - Look How Me Sexy (2001) VP
- Just Cool                      (2004) Charly
- Yellow Fever                   (2004) Trojan
- Reggae Chronicles (2006) Hallmark
- Most Wanted  (2007) Greensleeves
- Gold (Yellowman and The Paragons)

## ビデオ作品
- Yellowman Peace Tour CRS (VHS)
- Live in San Francisco (2003) Music Video Distributors/2B1 (DVD)
- Yellowman/Chaka Demus and Pliers: Living Legends in Concert (2007) Funhouse (DVD)

Various Artists
- Kingston Signals Vol.1 (2004) Music Video Distributors
- Stars in Action, Part 2 (2007) Island Entertainment